# Лебјажја
Лебјажја (рус. Лебяжья) малена је река на северозападу европског дела Руске Федерације. Протиче преко делова Лењинградске области, односно преко централних делова његовог Ломоносовског рејона. Свој ток завршава као притока Финског залива Балтичког мора.
Свој ток започиње у северном делу Таменгостке мочваре, углавном тече у смеру севера, и након свега 21 km тока улива се у Фински залив код варошице Лебјажје. Површина њеног сливног подручја је 101 km². Ширина водотока је од 3 до 5 метара у доњем и средњем делу тока, до максималних 18 метара у зони ушћа. Просечна дубина креће се од 1 до 2 метра, местимично до максимална 4 метра.
Лебјажја је типична равничарска река и карактерише је изузетно спора брзина ток, просечно око 0,3 м/с. Зими је прекривена ледом. У речној води налазе се знатније концентрације соли жељеза, због чега има смеђу боју и карактеристичан мочварни мирис. На реци се могу наћи колоније даброва.
Цело корито реке је по први пут мапирано још 1667. године.